# Tour Trinity
Tour Trinity ist der Name eines Wolkenkratzers im Pariser Vorort Courbevoie in der Bürostadt La Défense. Der Baubeginn erfolgte im Jahr 2016. Fertiggestellt wurde das Hochhaus im Jahr 2020. Der Wolkenkratzer verfügt über 49.000 m², verteilt auf 33 Etagen. Im Schnitt wird jede Etage eine Bürofläche von etwa 1.600 m² bieten. Bauherr ist der französische Immobilienkonzern Unibail-Rodamco.
Der Büroturm ist mit der Métrostation La Défense und dem Bahnhof La Défense an den öffentlichen Nahverkehr im Großraum Paris angebunden.

## Galerie

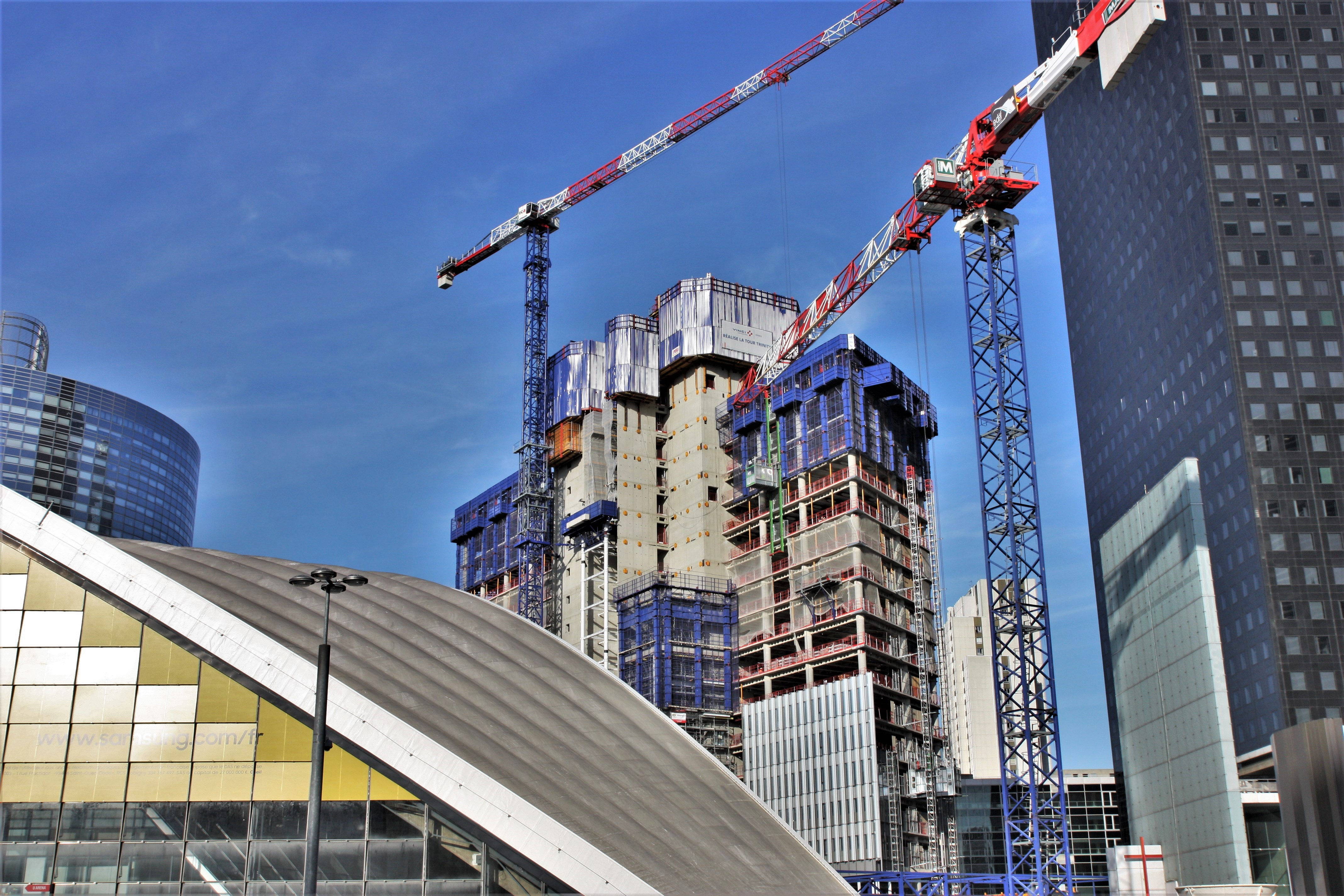
Tour Trinity im Bau im Oktober 2018

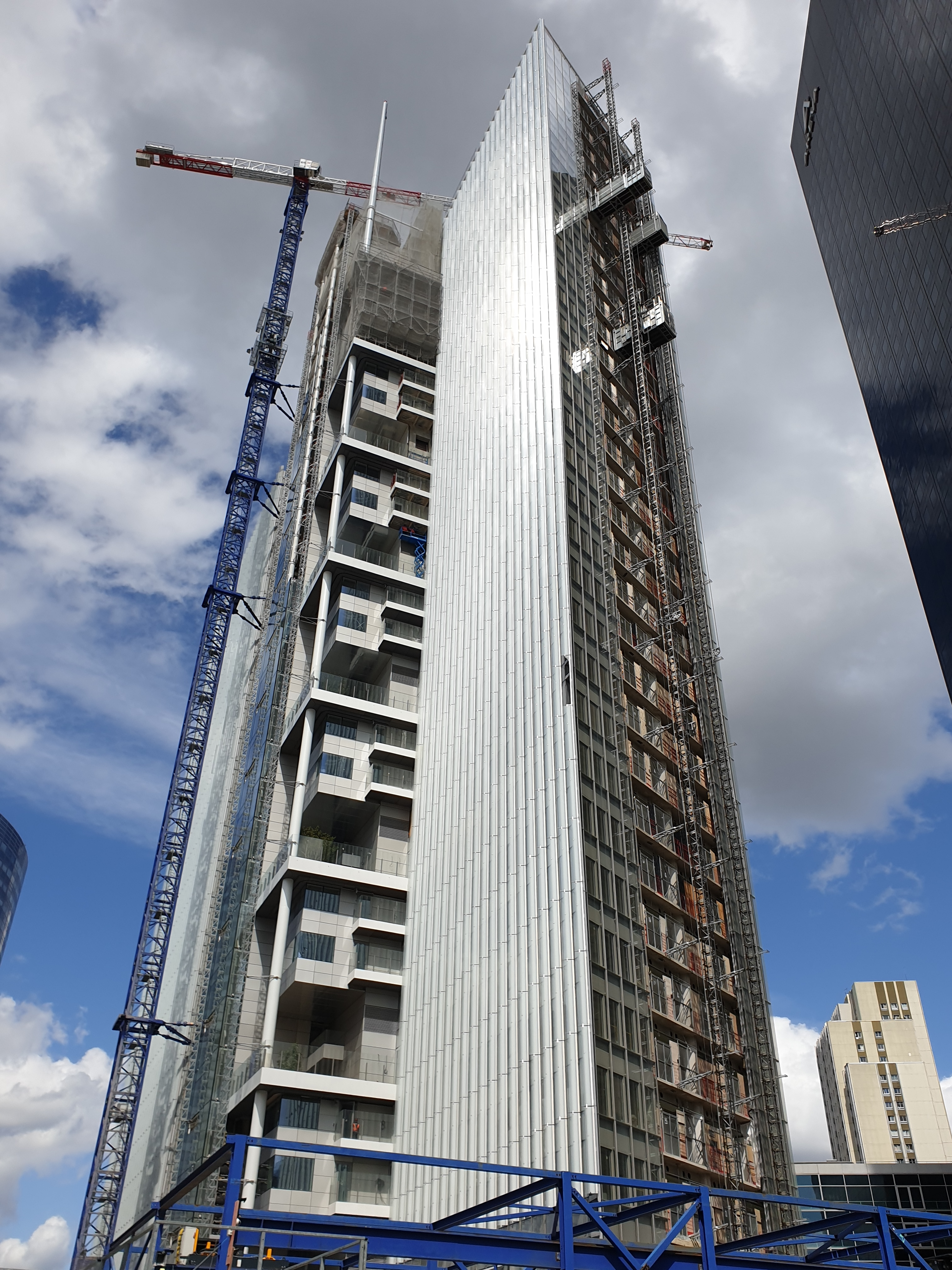
Tour Trinity im Bau im August 2019